# Кэцяньцюй
Кэцяньцюй (кит. трад. 科欠曲), Шангка, Кэцяньхэ (кит. упр. 科欠河) — река в китайской провинции Цинхай, приток Янцзы.

## География
Река берёт своё начало на западном склоне хребта Дунгбури и течёт на север, оставляя слева горы Ваньциньлинь, а затем, поворачивает на северо-запад и впадает в Тунтяньхэ (Янцзы).
Длина реки составляет 155,9 километра, площадь водосборного бассейна составляет 3552 квадратных километра, а среднегодовой расход воды составляет 9 кубических метров в секунду. Естественный перепад составляет 1085 метров. Теоретический запас гидроэнергии составляет 20000 киловатт.